# ایوانامی شوتن
ایوانامی شوتن ((به ژاپنی: 株式会社岩波書店 Iwanami Shoten) یک شرکت نشر ژاپنی در توکیو است که از سال ۱۹۱۳ شروع به کار کرده‌است.